# Hibernaculum (Earth)
Hibernaculum es un álbum de estudio de la banda estadounidense Earth, publicado en abril de 2007 por Southern Lord. El disco se compone de cuatro canciones antiguas de Earth regrabadas con el nuevo sonido y alineación de la banda. "Ouroboros is Broken" apareció originalmente en el EP Extra-Capsular Extraction, "Coda Maestoso In F(Flat) Minor" en el álbum Pentastar: In the Style of Demons y "A Plague of Angels" está originalmente incluida en el split Angel Coma. Por su parte, "Miami Morning Coming Down" había aparecido en un compilado llamado Scatter, del sello inglés Ash International.
La edición de Hibernaculum en CD incluye el documental Within The Drone, dirigido por Seldon Hunt y editado por Heath Bradley.

## Lista de canciones
| N.º | Título                           | Duración |  |
| 1.  | «Ouroboros is Broken»            | 8:17     |  |
| 2.  | «Coda Maestoso In F(Flat) Minor» | 6:52     |  |
| 3.  | «Miami Morning Coming Down»      | 5:15     |  |
| 4.  | «A Plague of Angels»             | 16:21    |  |

| DVD bonus |                    |          |  |
| N.º       | Título             | Duración |  |
| 1.        | «Within the Drone» | 52:27    |  |

## Créditos

### Músicos
- Dylan Carlson – guitarra
- Adrienne Davies – batería, percusión
- Steve Moore – Hammond B3 en 1 y 2, trombón en 1 y 4, piano en 2 y 3, mellotron en 4, piano eléctrico Wurlitzer en 4
- Don McGreevy – bajo en 1, 2 y 4, contrabajo en 3
- Greg Anderson – Korg MS-20 bajo en 1 y 2
- Randall Dunn – drone en 4

### Producción
- Grabado y mezclado por Randall Dunn.
- Masterizado por Mell Dettmer.
- Fotografía y texto por Seldon Hunt.
- Retrato de Dylan Carlson por Jason Evans.
- Dirección de arte por Stephen O'Malley y Seldon Hunt.
- Diseño por Stephen O'Malley.
- "Within The Drone" dirigido por Seldon Hunt y editado por Heath Bradley.
- Técnico de sonido en "Within The Drone", Mell Dettmer.